# 唐沢川 (秦野市)
唐沢川（からさわがわ）は、神奈川県秦野市を流れる二級河川で金目川水系葛葉川の支流である。

## 地理
神奈川県秦野市横野小字権現沢に源を発し南東に流れ、秦野市菩提で葛葉川に合流する。小規模な河川だが1937年に洪水を起こし北小学校付近で堤防が決壊、小学校を浸水させたことがある。

## 橋梁
- 古堂橋
- 石原橋（神奈川県道705号堀山下秦野停車場線）
- 明学橋
- 中尾橋（神奈川県道705号堀山下秦野停車場線）